# Aliaa Elmahdy
Aliaa Elmahdy (Arabisch: علياء المهدي) (Egypte, 16 november 1991) is een Egyptisch activist. Ze voert actie voor seksuele vrijheid en een sociale revolutie in Egypte en is vooral bekend geworden sinds ze naaktfoto's van zichzelf op sociale media plaatst. Vanwege de duizenden doodsbedreigingen woont ze tegenwoordig in politiek asiel in Zweden. Hier heeft ze de Egyptische afdeling opgericht van de feministische actiegroep FEMEN.

## Biografie

### Achtergrond
Elmahdy omschrijft zichzelf als "een seculiere, vrijheidsgezinde, individualistische, feministische en vegetarische Egyptenaar." Volgens haar Facebookprofiel is ze sinds haar zestiende atheïst.
Ze studeerde massacommunicatie aan de Amerikaanse Universiteit in Caïro. Met de opleiding had ze tot doel om in de fotografie of de tv-wereld aan de slag te gaan. Na de zomer van 2011 haakte ze echter af, naar eigen zeggen omdat haar ouders meer controle op haar probeerden te krijgen en dreigden het lesgeld niet meer te betalen. Sinds circa juni 2011 woonde ze samen met Karim Amer. Hij is een politiek activist die sinds 2006 vier jaar vastzat, omdat hij kritiek op de islam had geuit en president Moebarak zou hebben belasterd.
Ze protesteerde aan het begin van 2011 nog niet mee tijdens de Egyptische Revolutie, maar mengde zich later – sinds 27 mei van dat jaar – wel in de protesten.

### Publicaties van naaktfoto's en -video
In 2011 choqueerde ze het land door naaktfoto's op haar Facebookprofiel en haar weblog A Rebel's Diary te plaatsen, enkele weken voor de eerste verkiezingen sinds de val van Moebarak. Haar profielfoto was een zwart-witfoto waarop ze naakt te zien was met alleen netkousen, rood ingekleurde pumps en een rode bloem in haar haar. Op een andere afbeelding staat deze foto drie maal op rij, waarbij afwisselend een geel balkje haar ogen, mond en genitaliën bedekt. In de begeleidende tekst schrijft ze dat de balkjes symbool staan voor de censuur op kennis, onderdrukking en seksualiteit.
Enkele dagen erna plaatste ze nog een video op YouTube die de Amerikaanse videowebsite daarna verwijderde. Ze maakte haar actie wereldkundig met de Twitter-hashtag #NudePhotoRevolutionary. Haar actie was gericht tegen hypocrisie, geweld, seksisme, seksuele intimidatie en racisme in de maatschappij. Toen ook het Amerikaanse Facebook haar foto's niet door de beugel vond kunnen – en deze van de website verwijderde – gaf ze een vriend toestemming om ze te herplaatsen. Aan CNN verklaarde ze: "Ik heb geen angst om een vrouw te zijn in een samenleving waar vrouwen niet meer zijn dan seksobjecten, die dagelijks worden gekweld door mannen die niets afweten van seks of van het belang van een vrouw." Verder maande ze op haar Facebookpagina:
Zet de modellen die tot het begin van de jaren zeventig aan de Faculteit voor Schone Kunsten werkten in de gevangenis. Verstop kunstboeken en vernietig de naakte archeologische sculpturen. Trek dan je kleren uit en kijk naar jezelf in de spiegel. Verbrand dan je zelf-verguisde lichamen om voor altijd af te komen van je seksuele obsessies. Vóórdat je je vernedering en chauvinisme op mij richt en mij het recht ontzegt op vrijheid van meningsuiting.— Aliaa Elmahdy op haar weblog, ca. 11 november 2011
Haar verwijzing naar de jaren zeventig heeft ermee te maken dat kunstenaars tijdens hun opleiding niet meer met naakte modellen oefenden. Ook is bijvoorbeeld de wijze van kleden in de erop volgende jaren steeds conservatiever geworden. Verder plaatste ze in deze tijd een foto op het internet waarop zij en haar vriend Karim Amer elkaar innig zoenen. Zoenen in het openbaar en door een ongehuwde vrouw is in Egypte een grote zonde en een belediging van de islam.
Net vóór haar actie had ze op haar Facebookpagina foto's geplaatst van mannen met een hoofddoek, met de oproep aan andere mannen dit voorbeeld te volgen. Het bleek later om een kopie te gaan van een actie in Iran uit 2009, waarin de student Majid Tavakoli steun kreeg nadat hij in vrouwenkleren had geprobeerd de politie te ontlopen. Volgens Elmahdy is het dragen van een sluier in Egypte geen persoonlijke keuze, maar komt het voort uit religieuze en sociale druk, opdat vrouwen op straat kunnen lopen zonder belasterd te worden.

### Waardering en kritiek

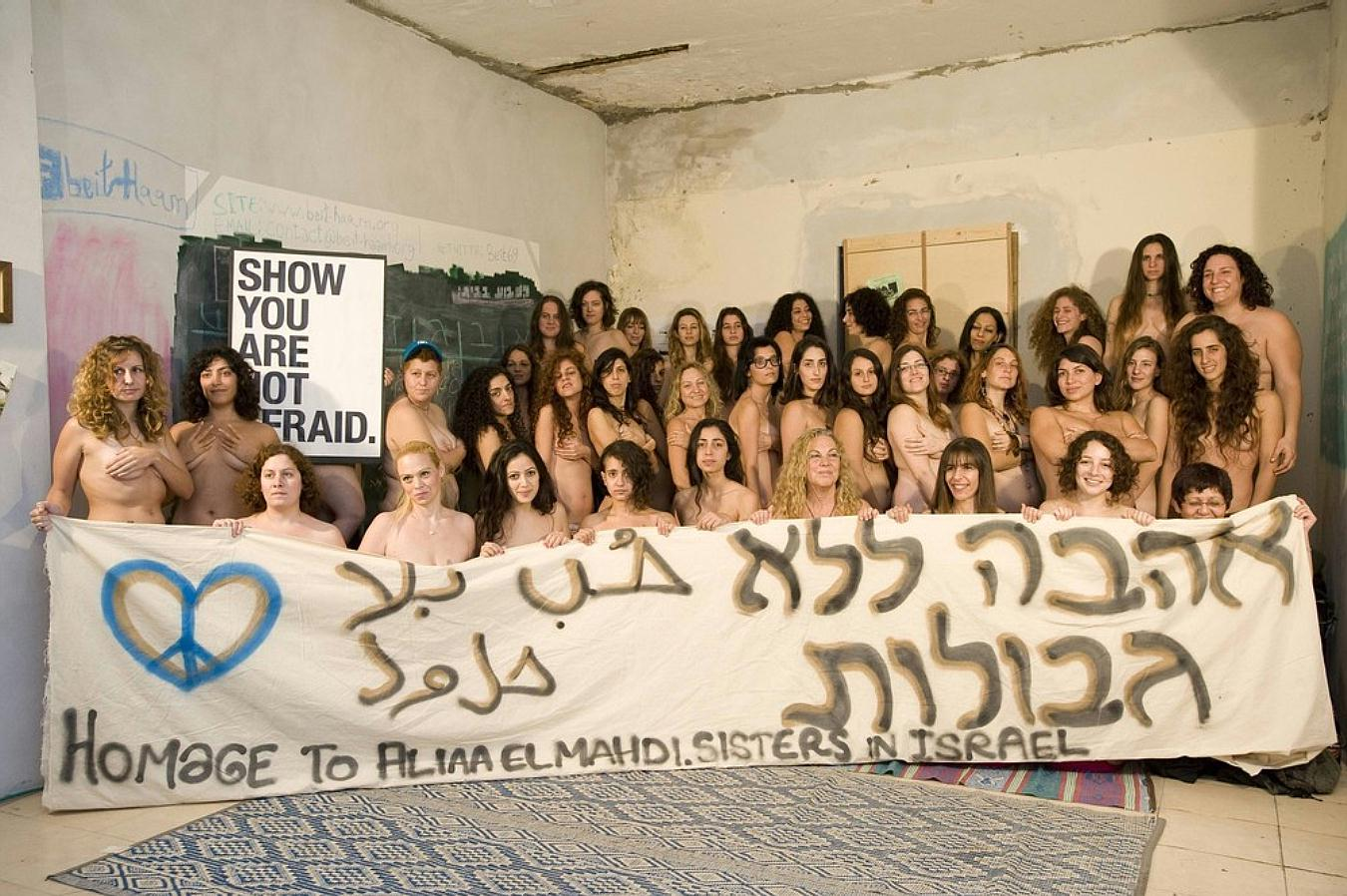
Eerbetoon van vrouwen uit Israël aan Elmahdy, 21 november 2011

De actie van Elmahdy ontving enorm veel aandacht op de sociale media, waar haar foto's miljoenen malen werden bekeken. Ze kwam wereldwijd in het nieuws, werd beschreven in vele tientallen artikelen en was het gesprek in een groot aantal tv-shows. Volgens rechtsfilosoof en publicist Afshin Ellian was het mogelijk de meest bekeken website in het Midden-Oosten van dat moment.
Ellian kreeg van haar website een Submission-gevoel, naar de film van Theo van Gogh en Ayaan Hirsi Ali. Naar zijn mening is Elmahdy's website zelfs nog radicaler, omdat zij zonder masker Allah, Mohammed en Zijn wetten uitdaagt. Volgens journaliste en programmamaakster Hassnae Bouazza toonde Elmady ongelooflijke moed. Naar haar mening gaat het om functioneel bloot in een wereld waar er een constante bezetenheid is met de vrouw.
Haar actie kon in eigen land rekenen op heel veel steun, maar ook op grote kritiek uit conservatieve en islamitische hoek. Maar ook seculiere activisten waren niet onverdeeld gelukkig met haar foto's. Ze waren ongerust omdat haar actie vlak voor de verkiezingen plaatsvond en de indruk kon wekken dat liberalen voor naaktheid waren. Op haar Facebookpagina stonden duizenden reacties, waarvan sommige niet van de lucht waren. Bijvoorbeeld zou ze een afvallige hoer zijn en zouden haar foto's aantonen dat de sharia zo spoedig mogelijk ingevoerd diende te worden. Verder werd gesuggereerd dat zij door de geheime dienst tegen de 6 aprilbeweging in stelling zou zijn gebracht.
Tijdens een protestdemonstratie tegen de militaire onderdrukking in november 2011 werd een muurschildering op de woning van de toenmalige premier Essam Sharaf aangebracht, die een vergelijking uitbeeldt tussen de massale media-aandacht voor Elmahdy, in tegenstelling tot de weinige aandacht voor Samira Ibrahim. De laatste voerde een stille strijd tegen maagdelijkheidstests door het Egyptische leger, die door Elmahdy overigens ook getypeerd worden als verkrachtingen.
Elmahdy's actie kreeg steun van een groep uit Iran gevluchte vrouwen die naakt op de foto gingen. De foto's werden afgedrukt in de Nude Revolutionary Calender die aan Elmahdy werd opgedragen en werd gepubliceerd op Internationale Vrouwendag.
Binnen een week nadat zij haar foto's op het internet zette, werden zij en haar vriend door een groep rechtsgeleerden aangeklaagd wegens belediging van de islam; hier zou volgens nieuwswebsite Bikya Masr de doodstraf op staan. Sinds 17 november 2011 leefde ze daarom al ondergedoken. Ze ontving daarnaast nog meer doodsbedreigingen, die inmiddels in de duizenden liepen, en tijdens een bezoek aan Alexandrië werd ze korte tijd ontvoerd.

### Zweden en Egyptische afdeling FEMEN

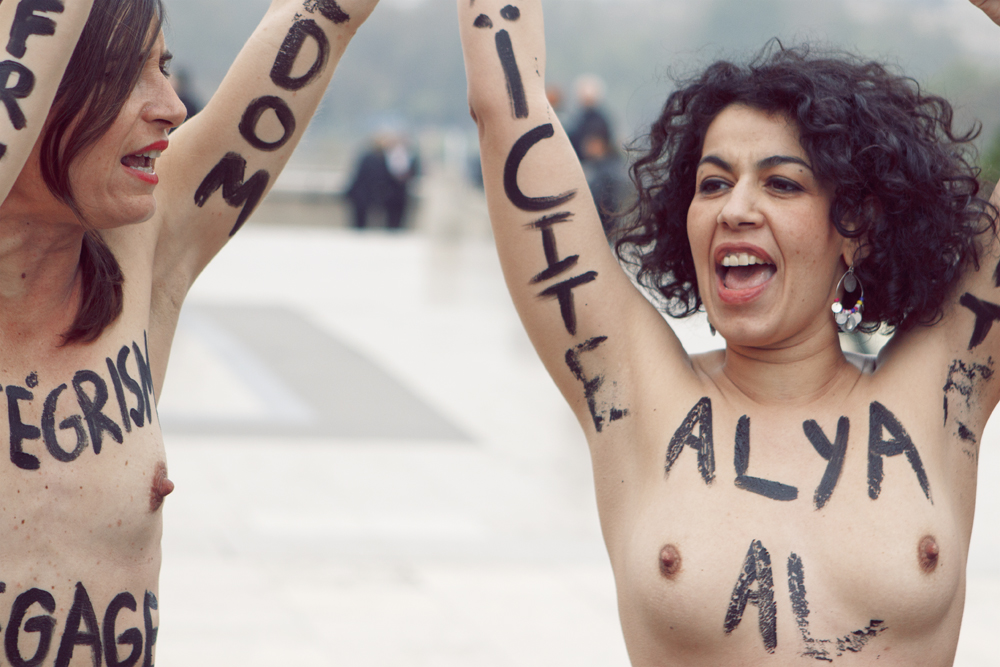
Steunbetuiging voor Elmahdy van FEMEN bij de Eiffeltoren, 2012

Op 17 november, enkele dagen na haar publicaties, vroeg ze al om steun op haar website. Net als veel andere naaktactivisten ontvluchtte ook Elmahdy uiteindelijk de bedreigingen in eigen land, en vroeg en verkreeg ze in Zweden politiek asiel.
Eenmaal daar kreeg ze contact met FEMEN, een feministische actiegroep waarvan de Parijse afdeling het in maart 2012 al eens voor haar had opgenomen. In Stockholm richtte ze een Egyptische afdeling op, wat ze op 20 december 2012 met twee Oekraïense vrouwen van FEMEN bekrachtigde met een naaktdemonstratie voor de ambassade van Egypte in Stockholm. Het protest viel ten tijde van de invoering van de nieuwe grondwet van de Moslimbroederschap-regering. Onder het motto "no religion" poseerden ze naakt, met voor de genitaliën een koran, een bijbel en een thora. Op haar lichaam stond de tekst in het rood: "Sharia is geen grondwet." Als reactie klaagde de Minister van Binnenlandse Zaken van Egypte haar aan voor godslastering en beschadiging van het imago van Egypte, ondanks dat ze zich niet in haar eigen land bevond.
Ook erna blijft ze doorgaan met protest tegen onderdrukking van de vrouw en voor seksuele vrijheid. In 2013 organiseerde ze bijvoorbeeld een naaktdemonstratie in Parijs. Verder houdt ze ook nog steeds haar Facebookpagina bij als protestmedium, onder meer door het plaatsen van een gedicht eind 2013 waarop ze reciteert dat een vrouw groter is dan god.
Op Internationale Vrouwendag op 8 maart 2014 demonstreerde Elmahdy samen met zeven andere Arabische en Iraanse vrouwen, waaronder Maryam Namazie en Amina Tyler, naakt bij de Piramide van het Louvre voor vrouwenrechten, waarbij ze in het Frans leuzen scandeerden voor vrijheid, gelijkheid en secularisme (laïcité).

### Islamitische Staat
In augustus 2014 plaatste Elmahdy een van haar meest controversiële foto's uit protest tegen de vrouwenonderdrukking van de terreurbeweging Islamitische Staat (in Irak en de Levant): een foto waarop zij naakt op een IS-vlag menstrueert terwijl een andere vrouw op dezelfde vlag defeceert en haar middelvinger opsteekt. De foto veroorzaakte controverse bij moslims omdat de vlag het woord 'God' bevat en dus in hun ogen heilig is, ongeacht het feit dat de vlag door een terreurgroep gebruikt wordt.